# Sony Cyber-shot DSC-H1
Le Cyber-shot DSC-H1 est un appareil photographique numérique de type bridge fabriqué par Sony.
L'appareil offre une définition maximum de 5,1 mégapixels, et possède un zoom optique de 12x.
Il a été mis sur le marché en février 2005 et a été remplacé en 2006 par le DSC-H2, modèle très similaire si ce n'est par une définition du capteur CCD de 6 mégapixels à comparer au 5,1 mégapixels du H1.

## Caractéristiques
- Capteur CCD 1/2,4 pouces - définition : 5,3 millions de pixels, 5,1 millions effective
- Zoom optique : 12x, numérique: 2x
  - Distance focale équivalence 35 mm : 36-432 mm
  - Ouverture maximale de l'objectif : f/2,8-f/3,7
  - Stabilisateur optique Super Steady Shot
- Compatible PictBridge
- Vitesse d'obturation: 30 à 1/1000 seconde
- Sensibilité : ISO 64 à ISO 400
- Vidéo : 640x480 à 30 images/s
- Stockage : Memory Stick et Memory Stick Pro, mémoire interne: 32 Mo
- Connectique : USB 2.0, sortie AV/TV
- Écran LCD de 2,5 pouces
- Batteries AA (2)
- Poids : 480 g - 590 g avec accessoires